# Наукові результати місії Mars Exploration Rover
Місія вивчення Марса Mars Exploration Rover космічного агентства НАСА надала величезний обсяг наукової інформації про атмосферу й геологію планети Марс, а також до деяких астрономічних спостережень. Ця стаття охоплює інформацію, зібрану марсоходом «Оппортьюніті» на початковому етапі своєї місії. Наукові результати, зібрані марсоходом «Спіріт», містяться в іншій статті.
Безпілотна місія вивчення Марса Mars Exploration Rover, що триває, почалася у 2003 році запуском двох роботизованих марсоходів, «Спіріта» і «Оппортьюніті», основною метою місії є дослідження поверхні і геологічного минулого Марса. Місію очолив керівник проєкту Пітер Тізінгер із НАСА, Лабораторія реактивного руху, а також провідний геолог Стів Скварс, професор-астроном із Корнелльського університету.
Основним завданням серед наукових цілей місії є пошук і характеристика різних гірських порід і ґрунтів, які б свідчили про минулу водну активність планети. За великий внесок «Оппортьюніті» у вивчення Марса, на його честь був названий астероїд 39382 Оппортьюніті.

## Гіпотеза про воду на Марсі
2 березня 2004 року НАСА оголосило, що «Оппортьюніті» приземлився в одному з районів Марса, який колись був залитий рідкою водою. Заступник керівника НАСА Едвард Вейлер повідомив журналістам, що ця область була б сприятливим середовищем для мікроорганізмів, хоча жодних слідів життя виявлено не було.

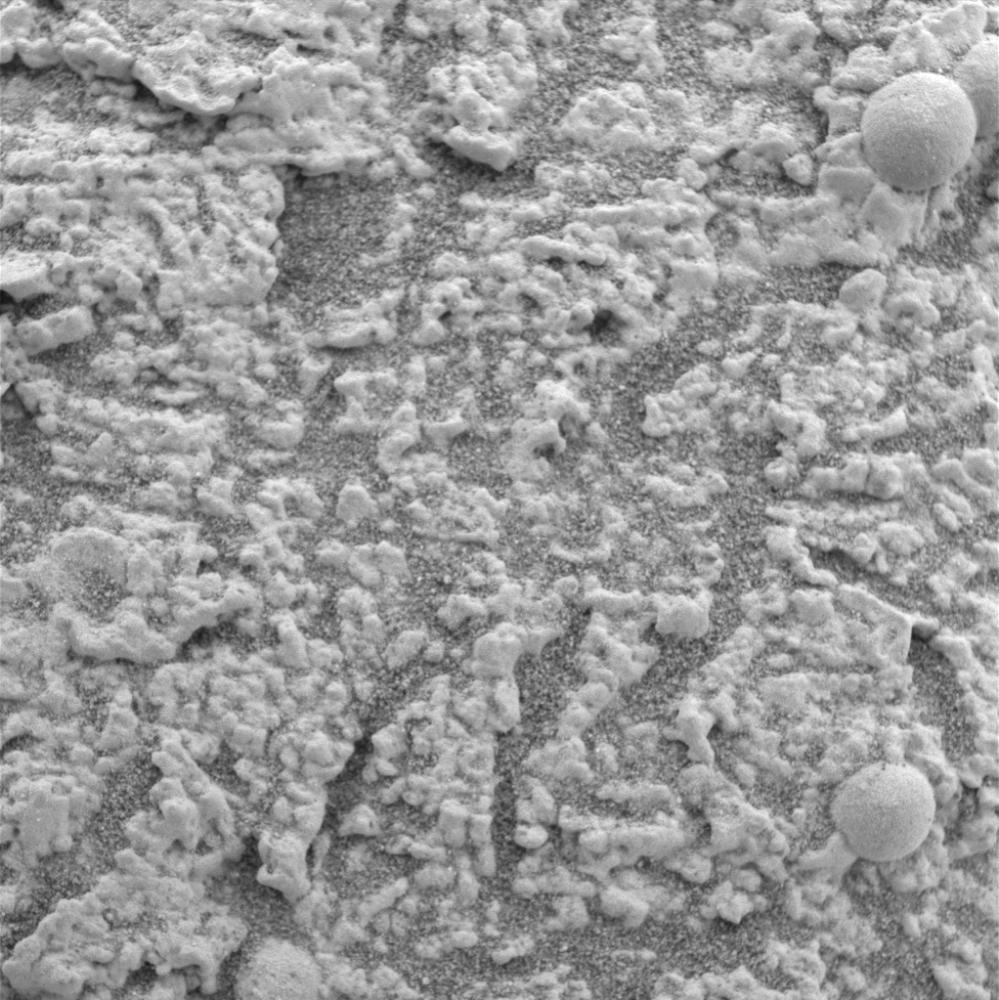
Крупні зерна свідчать про наявність води. «Доріжки» схожі на Фігури розчинення.

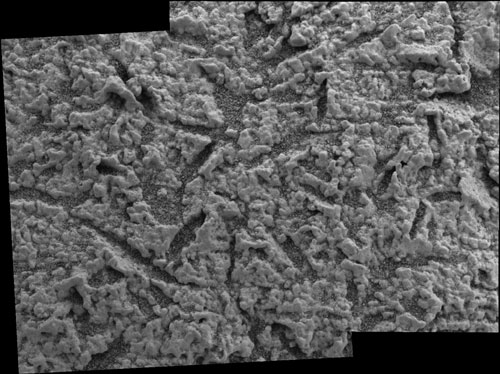
Порожнини у скельній породі.

Ця заява була зроблена на пресконференції, де вчені місії висунули низку думок, які підтримують цю точку зору.

### Розподіл кульок
Гіпотеза: кульки є відкладеннями, створеними у воді, що діяла на них як розчинник.
Конкуруюча гіпотеза: кульки постійно контактували з розплавленою породою, що утворилася після виверження вулканів чи ударів метеоритів.
Підтвердження отриманими даними: розташування кульок хаотичне, до того ж вони рівномірно покривають поверхню всієї породи.
Детальний аналіз екологічних, хімічних та мінералогічних даних, переданих марсоходом «Оппортьюніті», привів до ліквідації всіх конкуруючих гіпотез і до підтвердження того, що кульки утворилися при контакті з водою.

### Порожнини
Гіпотеза: порода утворилася у воді.
Конкуруюча гіпотеза: порода була сформована зольними відкладеннями.
Підтвердження отриманими даними: виявлені порожні кишені в породі нагадують «порожнини», залишені при розмитті дископодібних кристалів, можливо, розчинилися у водному середовищі.

### Сульфати та ярозит
Гіпотеза: вода сформувала солоні хімікалії у породі.
Конкуруюча гіпотеза: хімічний склад порід обумовлений вулканічними процесами.
Підтвердження отриманими даними: солоні сульфати та мінеральний ярозит були виявлені у породі. На Землі вони формуються у стоячій воді.

## Сферули і гематит
На початку місії вчені змогли довести, що рясні сферули в кратері Ігл були джерелом гематиту в районі, виявленому з орбіти.